# Jukka Tolonen

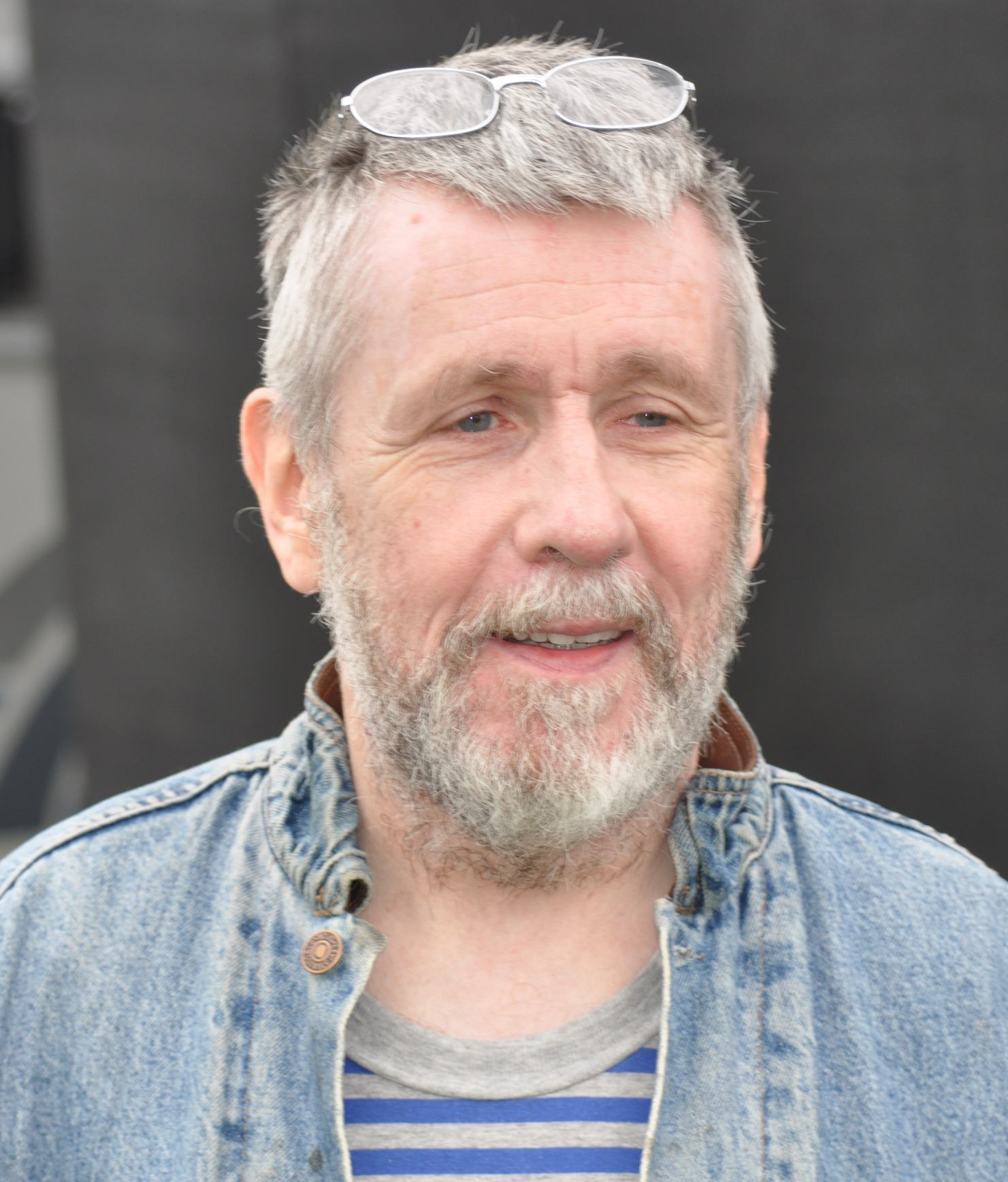
Jukka Tolonen, 2012

Jukka Tolonen (* 16. April 1952 in Helsinki) ist ein finnischer Jazz-Gitarrist.
Tolonen wurde bekannt als Gitarrist der Jazz-beeinflussten Rock-Band Tasavallan Presidentti („Der Präsident der Republik“), in der auch die bekannten finnischen Jazz-Saxophonisten Juhani Aaltonen und Pekka Pöyry, die Bassisten Måns Groundstroem und Heikki "Häkä" Virtanen, die Sänger Frank Robson und Eero Raittinen, und der Schlagzeuger Vesa Aaltonen spielten. Tasavallan Presidentti dürfte eine der bekanntesten finnischen Progressive-Rock-Bands sein.

## Leben
Tolonen hatte schon 1969 mit 17 Jahren erste Auftritte mit Tasavallan Presidentti, nahm aber auch zwei Alben mit der Band Wigwam auf. Durch diese Arbeiten wurde er als virtuoser Gitarrist vor allem in Skandinavien bekannt.
Im Laufe der Zeit arbeitete er mit einigen anderen Fusion-orientierten Bands wie Guitarras Del Norte, Trio Tolonen und der Jukka Tolonen Band zusammen.
2006 brachte Tolonen das bislang letzte Album von Tasavallan Presidentti, „Six Complete“ heraus sowie ein Solo-Album mit Stücken von John Coltrane, „Cool Train“.

## Diskografische Hinweise
- Tasavallan Presidentti – Tasavallan Presidentti (1969) [Love Records]
- Tasavallan Presidentti – Tasavallan Presidentti (1970) [Emi]
- Wigwam – Tombstone Valentine (1970)
- Jukka Tolonen – Tolonen! (1971)
- Jukka Tolonen – Summer Games (1972)
- Jukka Tolonen – The Hook (1972)
- Nordic Jazz Quintet – Nordic Jazz Quintet (1972)
- Tasavallan Presidentti – Lambert Land (1973)
- Tasavallan Presidentti – Milky Way Moses (1974)
- Jukka Tolonen – Hysterica (1974)
- Jukka Tolonen – Crossection (1974)
- Eero Koivistoinen – The Front is Breaking (1975)
- Charlie Mariano – Reflections (1975)
- Jukka Tolonen Band – A Passenger to Paramaribo (1977)
- Jukka Tolonen – Impressions (1977)
- Jukka Tolonen Band – Montreux Boogie (1978)
- Jukka Tolonen – Mountain Stream (1979)
- Jukka Tolonen – High Flyin  (1980)
- Jukka Tolonen Band – JTB (1980)
- Jukka Tolonen Band – Just those boys (1980)
- Jukka Tolonen & Coste Apetrea – Touch Wood (1981)
- Jukka Tolonen Band – Dum's have more fun (1981)
- Jukka Tolonen – In a this year time (1982)
- Oreo Moon – Walk don't scream  (1982)
- Lars Graugaard – Smile (1986)
- Jukka Tolonen – Radio Romance (1987)
- Tasavallan Presidentti – Still Struggling for Freedom (2001)
- Guitarras del Norte – Guitarras del Norte (2004)
- Jukka Tolonen – Cool Train – Tolonen plays Coltrane (2004)
- Eddie Boyd in Finland – Mello’ Hello! (2005)
- Tasavallan Presidentti – Six Complete (2006)